# انیسیدموس
انیسیدموس ( به یونانی : Αἰνησίδημος ) فیلسوفی سوفسطائی در یونان که اهل کنوسوس در جزیره کرت بود. او احیا کننده دوباره نظریه اپوخه بوده‌است. او احتمالاً یکی از اعضای آکادمی افلاطون بود که پس از رد نظریه‌هایش ،دوباره مبانی و اصول نظریه اپوخه که در فارسی به معنای تعلیق است را رواج داد.